# Müllsack

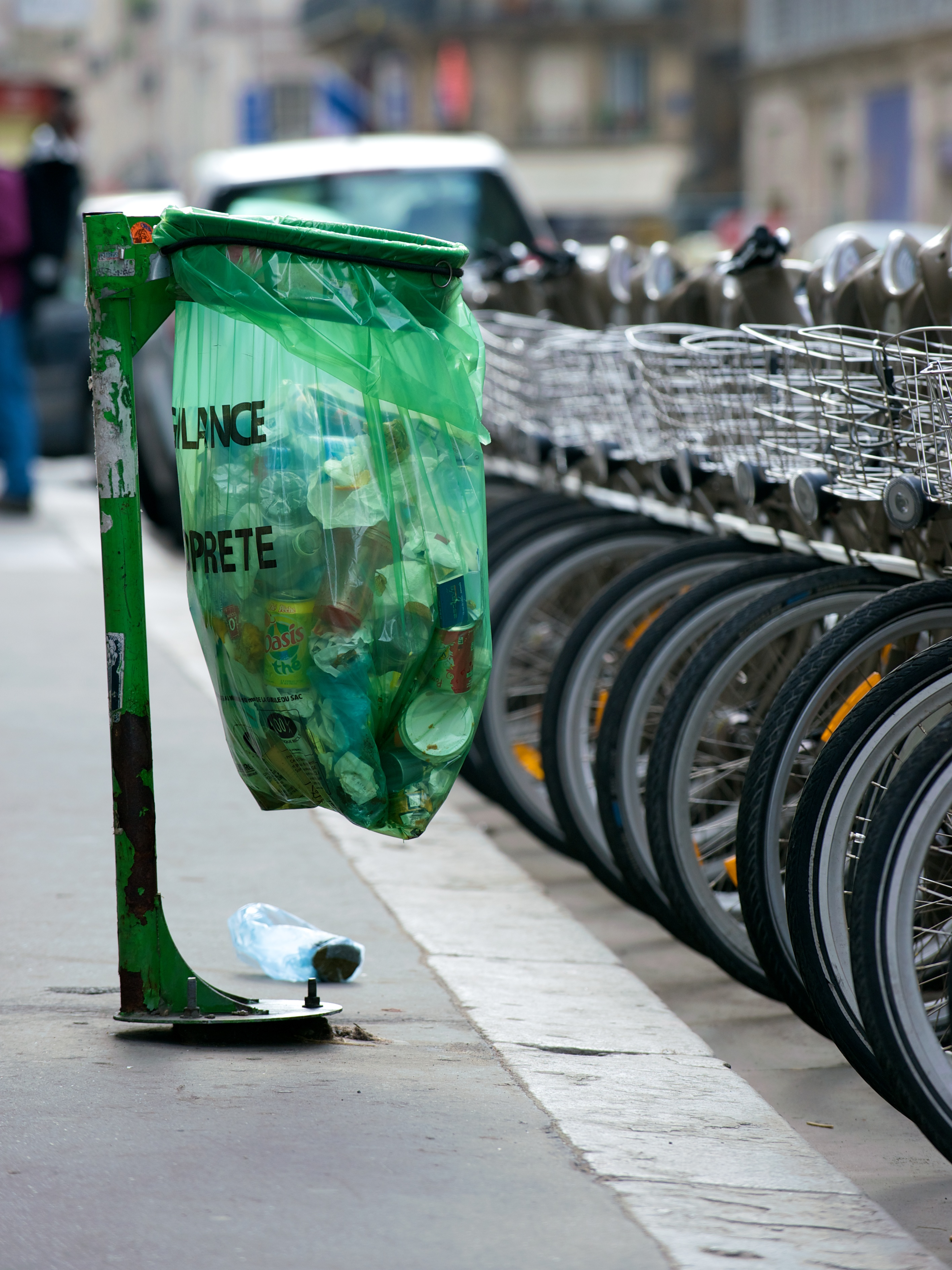
Müllsack in Paris mit der Beschriftung "Vigilance - Propreté" ("Aufmerksamkeit - Sauberkeit")

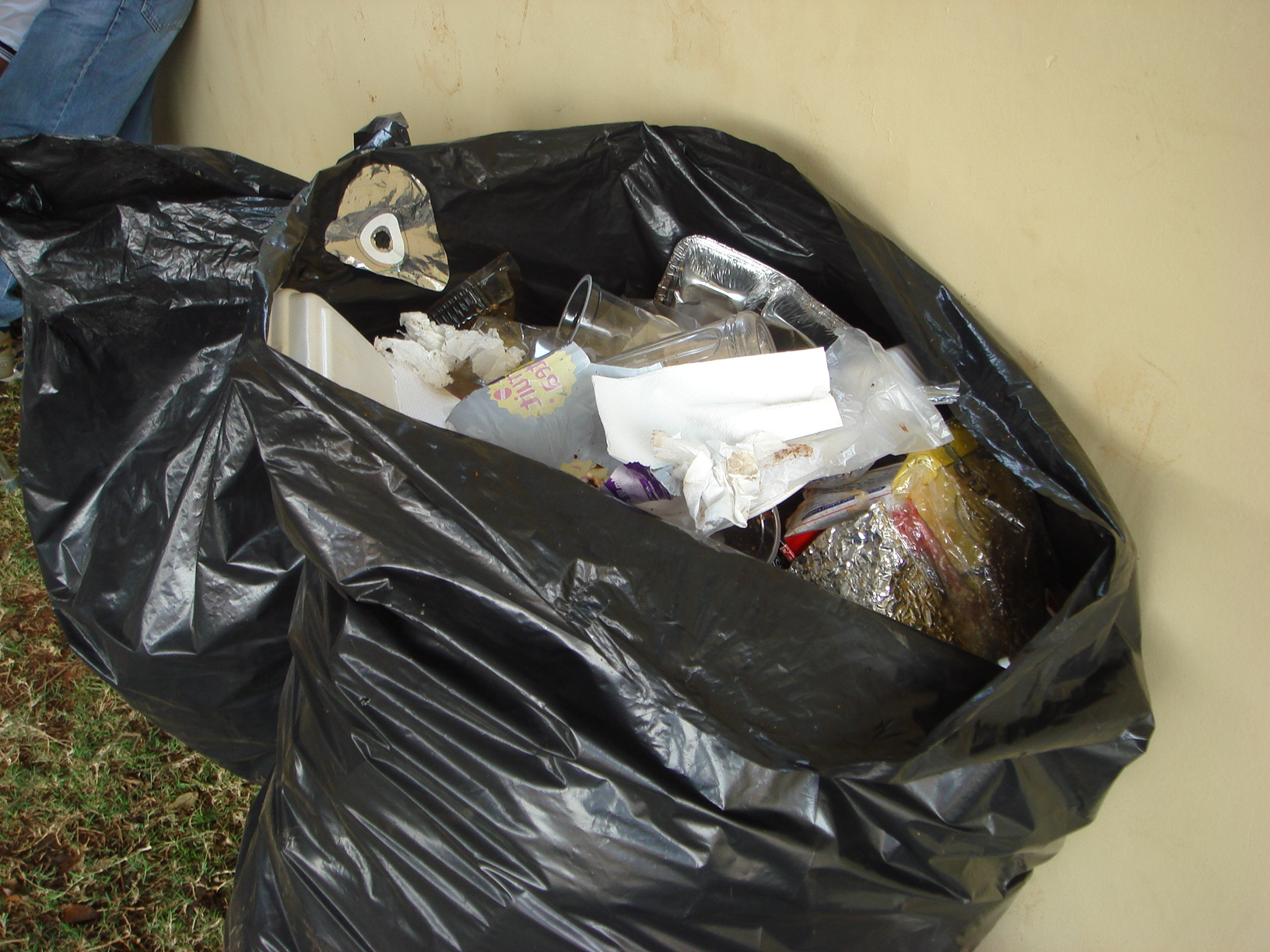
Typischer Müllsack aus dem Vereinigten Königreich

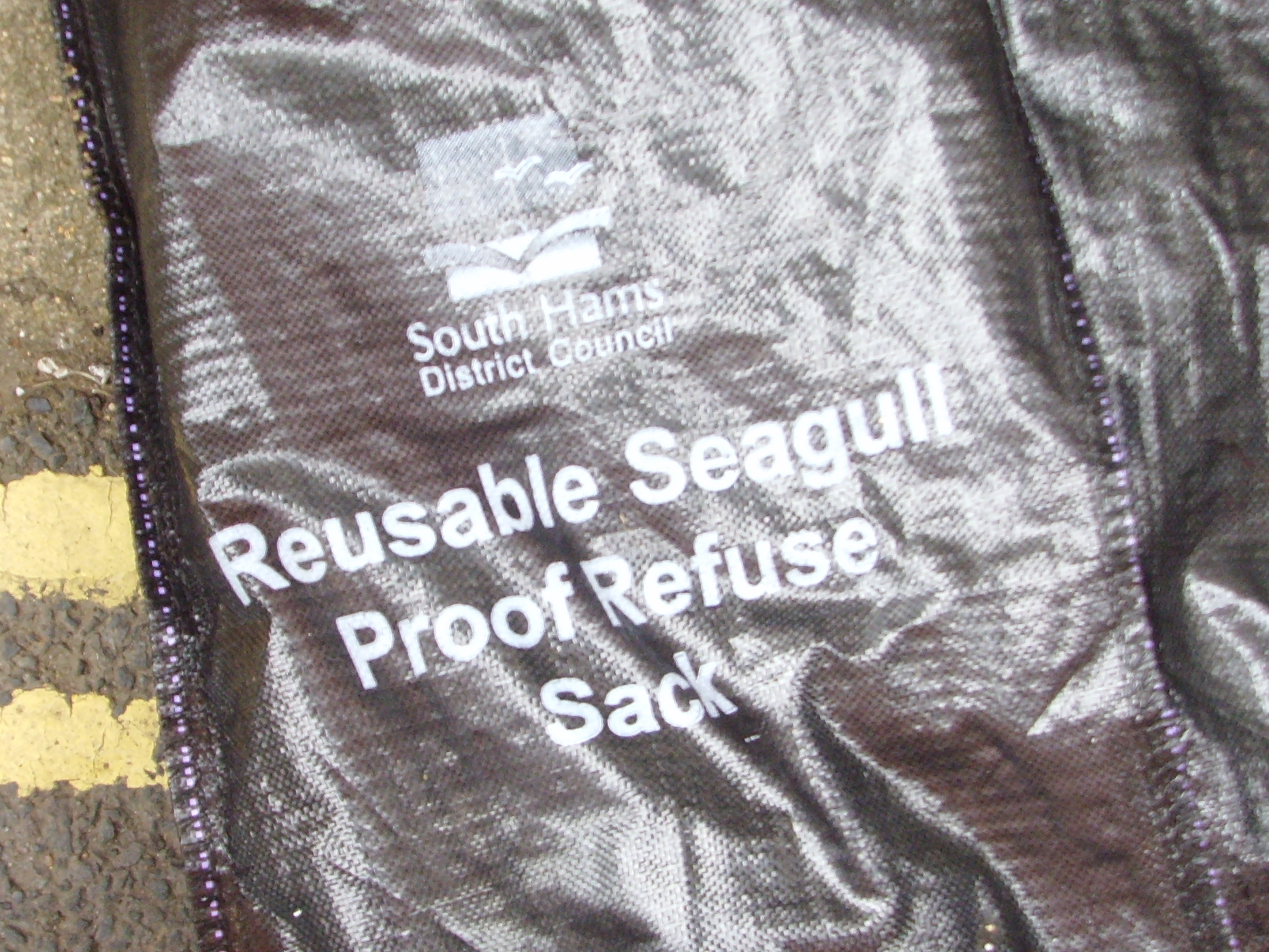
Müllsack, der möwensicher sein soll

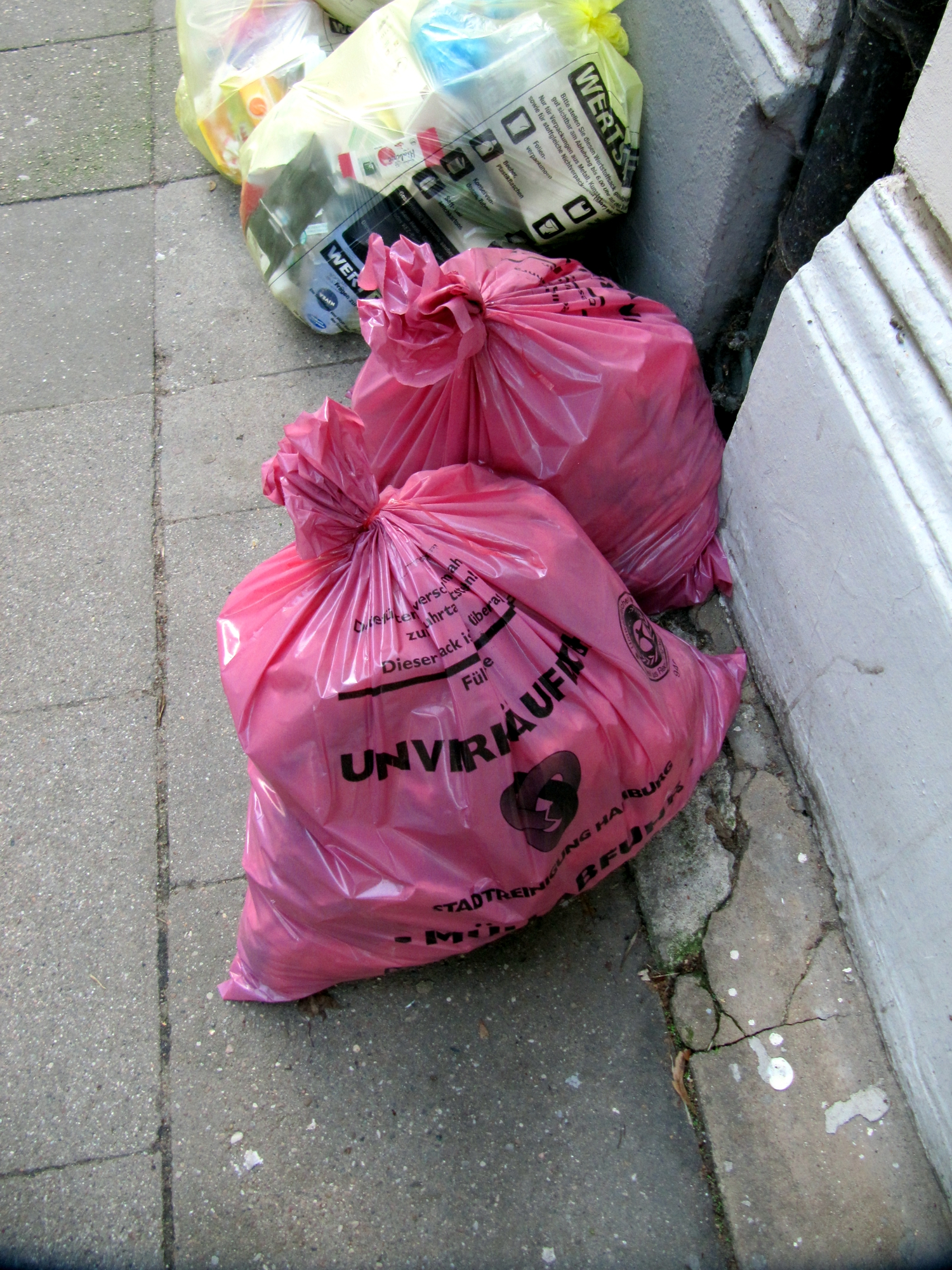
Rosa Müllsäcke in Hamburg für die Sackabfuhr (2016)

Ein Müllsack oder Müllbeutel, in der Schweiz Abfallsack oder Kehrichtsack, ist ein Sack zum Transport oder Zwischenlagern von Abfällen, der mit dem Inhalt entsorgt wird (siehe Abfallentsorgung). Häufig wird er als Einleger in Abfallbehältern verwendet, damit dieser selbst sauber bleibt.

## Herkunft
Die Erfindung von Müllsäcken wird auf die Kanadier Harry Wasylyk, Larry Hansen und Frank Plomp zurückgeführt, die den Müllsack in den 1950er Jahren erfunden haben sollen. In Westdeutschland hat spätestens seit den 1970er Jahren eine flächendeckende Verbreitung stattgefunden, in den neuen Bundesländern erst nach 1989.

## Beschreibung
Entsprechend den Dimensionen verschiedener Abfallbehälterformen sind auch die Müllsäcke in diversen Abmessungen verbreitet. Zur Herstellung von Müllsäcken können die verschiedensten Materialien verwendet werden. Häufig anzutreffen sind Müllsäcke aus Papier, HDPE, LDPE und biologisch abbaubarer Folie. Je nach Einsatzzweck werden Müllsäcke heute nicht nur als klassische Flachsäcke produziert, sondern auch in anderen Varianten: 
- Als Zugbandsack mit einem umlaufenden, eingeschweißten Kunststoffband am oberen Ende, an dem sich der Sack zusammenziehen lässt.
- Als Seitenfaltensack, dabei wird in die Seiten des Sackes eine Falte eingelegt, so erhält der Sack, wenn er gefüllt ist, eine leicht rechteckige Form und einen flachen Boden. Dadurch kann der Seitenfaltensack besser als freistehender Abfallsack oder in rechteckigen Mülleimern verwendet werden. Teilweise ist in die Falte noch ein Kunststoffband zum Zuknoten des Sackes eingelegt.
- Als Tragegriffbeutel, dabei ist der Müllsack am oberen Ende mit Tragegriffen versehen. Mit diesen lässt sich der Sack verschließen und tragen.
- Als einlaschiger Tragegriffbeutel, der sich zum Befestigen an unterschiedlichen Haltevorsprüngen eignet. Durch die spezielle Ausformung mit nur einem Tragegriff ist der Beutel auch aufgehängt befüllbar.[2]
- Als Wave-Top-bag, hier ist der Müllsack mit Ausstanzungen am oberen Ende des Sackes versehen, die ein Zusammenknoten und damit Verschließen des Sackes ermöglichen.[3]

Häufig werden auch gebrauchte Einkaufsbeutel aus Kunststoff als Müllbeutel in Haushalten einer letzten Verwendung zugeführt. Diese müssen jedoch zur endgültigen Beseitigung je nach den örtlichen Vorschriften in vollwertige Müllsäcke oder entsprechende feste Behälter (Mülltonnen) eingelegt werden.
In Deutschland spielt die Größe bei der begrifflichen Abgrenzung von Müllsäcken und Müllbeuteln eine Rolle. Müllbeutel sind in der Regel Säcke mit einem Füllvolumen von maximal 70 Litern, Müllsäcke sind in der Regel Säcke mit einem Füllvolumen von 70 Litern oder mehr. In der Schweiz sind die Größen der Kerichtsäcke (17, 35, 60 und 110 Liter) nicht vom Bund vorgeschrieben, sondern historisch gewachsen.

## Gebühren
Für die Kosten der Entsorgung können Müllgebühren verlangt werden. In den meisten Schweizer Gemeinden wird zusätzlich pro Kehrichtsack eine verursachergerechte Sackgebühr verlangt, die entweder als eine gemeindeeigene Abfallmarke an den zugelassenen Kehrichtsäcke aufgeklebt werden kann oder mit dem in der Gemeinde einzig zugelassenen Gebührensack bezahlt wird. Fast jede der insgesamt 2'396 Schweizer Gemeinden oder Städte hat dafür ihre eigene Abfuhr- und Gebührenordnung. In einigen Gemeinden wird die Gebühr gewichtsbezogen entrichtet.

## Sackabfuhr
In Hamburg bezeichnet die „Sackabfuhr“ eine spezielle Form der Entsorgung von Siedlungsabfällen in rosa oder roten Müllsäcken für diejenigen Haushalte, bei denen eine reguläre Tonnenabfuhr nicht möglich ist.